# Piper eucalyptolimbum
Piper eucalyptolimbum är en pepparväxtart som beskrevs av C. Dc.. Piper eucalyptolimbum ingår i släktet Piper och familjen pepparväxter. Inga underarter finns listade i Catalogue of Life.